# Staré Město pod Sněžníkem
Staré Město, auch Staré Město pod Sněžníkem (deutsch Mährisch Altstadt, früher Goldeck, lateinisch Antiqua Triboia) ist eine tschechische Stadt mit 1.739 Einwohnern im Okres Šumperk.

## Geographie

### Geographische Lage
Die Stadt liegt im Nordwesten Mährens im Tal der Krupá (Graupa), die hier den Altstadt-Goldensteiner Kessel bildet, umgeben von den Bergen des Glatzer Schneegebirges, Bielengebirges und Altvatergebirges. 12 km nordwestlich der Stadt erhebt sich der Spieglitzer Schneeberg.

### Ortsgliederung
Die Stadt Staré Město pod Sněžníkem besteht aus den Ortsteilen Chrastice (Kratzdorf), Kunčice (Kunzendorf), Nová Seninka (Spieglitz), Staré Město (Mährisch Altstadt) und Stříbrnice (Stubenseifen) sowie den Ansiedlungen Hynčice pod Sušinou (Heinzendorf unter der Dürren Koppe), Květná (Blumenbach), Malé Vrbno (Kleinwürben), Štěpánov (Stiepanau) und Velké Vrbno (Großwürben).

## Geschichte

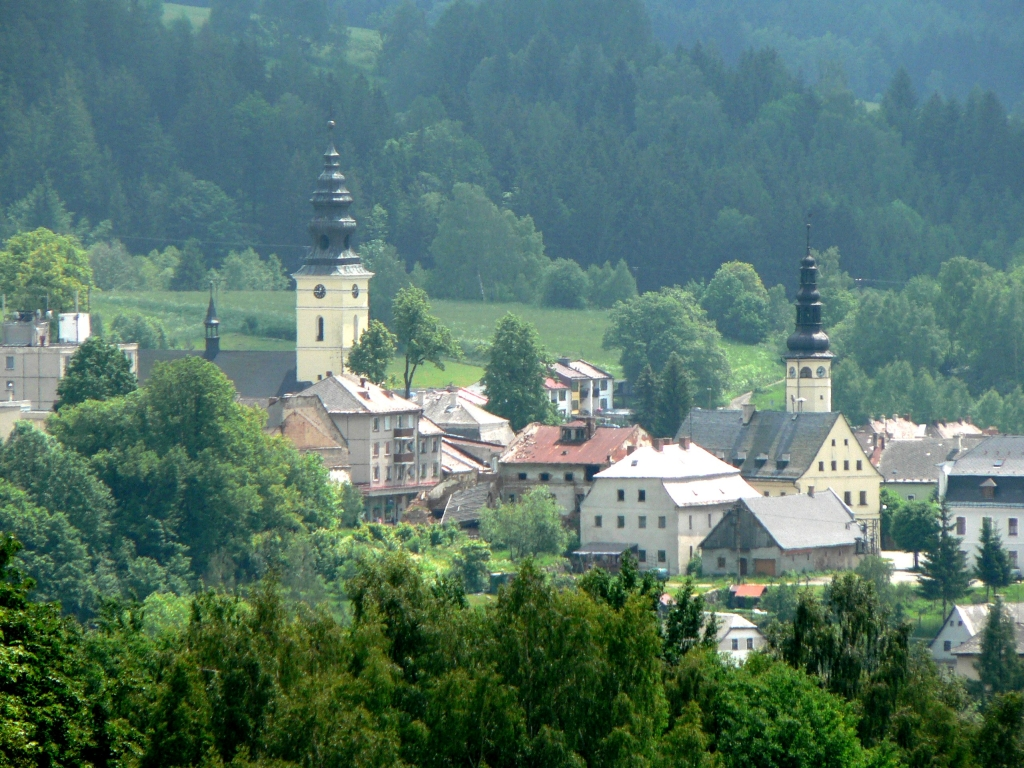
Stadtpanorama

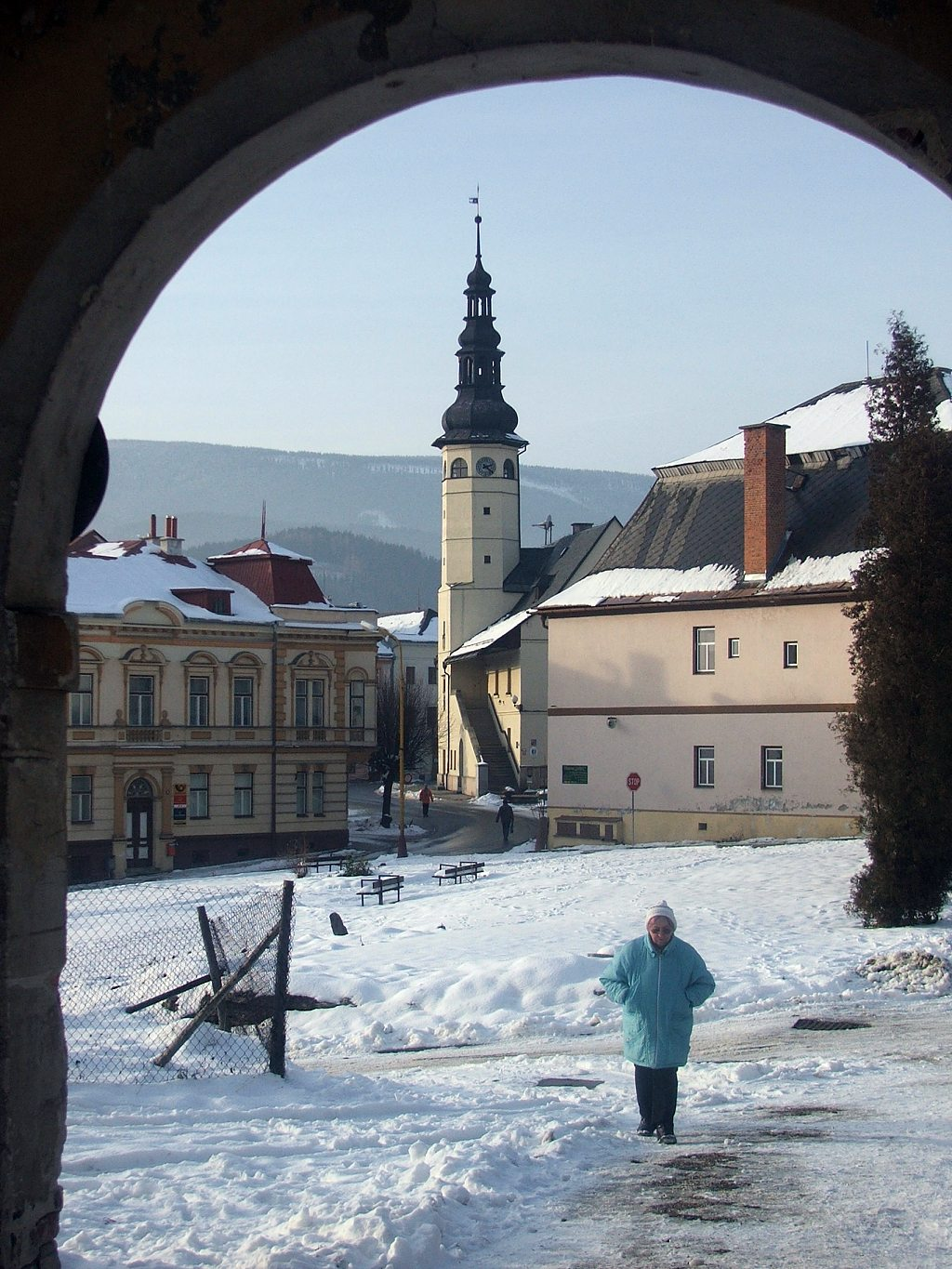
Innenstadt im Winter

Die Stadt Goldeck wurde im 13. Jahrhundert gegründet und erhielt ihren Namen vom ergiebigen Silber- und Goldbergbau im Mittelalter. Im Jahre 1336 wurde Goldeck zur Königlichen Bergstadt erhoben. Die in Goldeck gewonnenen Edelmetalle wurden in Prag und Kuttenberg zu Münzen verarbeitet. 1423 eroberten die Hussiten die Stadt; sie wurde zu einer Hochburg des Protestantismus. Seit dem Beginn des 15. Jahrhunderts wurde die Stadt die Alte Stadt genannt, gleichzeitig entstand auch das tschechische Adäquat Staré Město.
Der Bergbau verlor immer mehr an Bedeutung und die Lagerstätten waren erschöpft. Im 19. Jahrhundert wurde lediglich noch Graphit abgebaut. 1905 erhielt Mährisch Altstadt von Hannsdorf durch die Lokalbahn Hannsdorf–Mährisch Altstadt einen Eisenbahnanschluss.
Mährisch Altstadt war früher überwiegend deutsch besiedelt. Nach dem Münchner Abkommen wurde Mährisch Altstadt in das Deutsche Reich integriert und gehörte bis 1945 zum Landkreis Mährisch Schönberg, Regierungsbezirk Troppau, im Reichsgau Sudetenland.
1945/46 wurde die Mehrheit der deutschböhmischen Einwohner vertrieben.
In der Stadt bestehen kaum Industrieansiedlungen, sie ist ein beliebter Erholungsort, dessen Umgebung zahlreiche Wandermöglichkeiten bietet. Das Zentrum der Stadt bildet ein großer Stadtplatz, auf dessen Mitte sich das Rathaus aus der Zeit der Renaissance befindet.

### Einwohnerentwicklung
| Jahr | Einwohner | Anmerkungen        |
| ---- | --------- | ------------------ |
| 1834 | 1.334     | in 216 Häusern     |
| 1900 | 2.117     | deutsche Einwohner |
| 1930 | 2.274     | [ 4 ]              |
| 1939 | 2.250     | [ 4 ]              |

## Städtepartnerschaften
- Stronie Śląskie, Polen

## Söhne und Töchter der Stadt
- Moritz Alois Ritter von Becker (* 21. Mai 1812; † 22. August 1887 in Lienz), Pädagoge und Direktor der königl. Familien-Fideikomißbibliothek
- Steffi Pawlowski (1905–nach 1967), Schriftstellerin
- Herbert Gröger (* 16. September 1936), Autor